# تليم كندي
تليم‌ كندي هي قرية في مقاطعة ميانة، إيران. يقدر عدد سكانها بـ 213 نسمة بحسب إحصاء 2016.